# Орнек (Єсільський район)
Орне́к (каз. Өрнек) — село у складі Єсільського району Північноказахстанської області Казахстану. Адміністративний центр Алматинського сільського округу.
Населення — 162 особи (2021; 299 у 2009, 529 у 1999, 1113 у 1989).
Національний склад станом на 1989 рік:
- казахи — 70 %
- росіяни — 21 %.

Колишня назва — Урнек.